# Henri Bergé (illustrateur)
Pour les articles homonymes, voir Bergé et Henri Bergé.
Henri Bergé, né le 14 octobre 1870 à Diarville et mort le 26 novembre 1937 à Nancy, est un décorateur et illustrateur Art nouveau français.

## Biographie
Fils d'un marchand de soie, Henri Bergé suit un enseignement artistique auprès de Jules Larcher à l’École des beaux-arts de Nancy. Il poursuit ses études à Paris, d'où il revient avec un diplôme de professeur des lycées et collèges, ainsi qu'un prix de décorateur.
Entré chez Daum en 1897, il devient chef décorateur en remplacement de Jacques Gruber. Il crée un fonds de motifs floraux et végétaux que l'entreprise utilise dans ses productions jusqu'à la Première Guerre mondiale.

### Henri Bergé et l'École de Nancy
Henri Bergé fait partie de l’École de Nancy, aussi appelée Alliance Provinciale des Industries d’Art, née de la collaboration des principaux acteurs et promoteurs des arts décoratifs lorrains. Émile Gallé en est son président, tandis que Louis Majorelle, Antonin Daum et Eugène Vallin en sont les vice-présidents. Ce « syndicat des industriels d'art et des artistes décorateurs, s'efforce de constituer en province, pour la défense et le développement des intérêts industriels, ouvriers et commerciaux du pays, des milieux d'enseignement et de culture favorables à l'épanouissement des industries d'art». Dès sa création le 13 février 1901, Henri Bergé en est l’un des membres du comité directeur. Il y est aux côtés d’autres figures marquantes locales, comme Jacques Gruber, Louis Hestaux, Charles Fridrich ou encore Victor Prouvé.
Principalement connu et reconnu pour ses dessins, Henri Bergé favorise l’épanouissement des valeurs de l’École de Nancy en encadrant les enseignements de l'école de modelage et de dessin de la maison Daum, active dès 1894. À partir de 1895, Henri Bergé est à la tête de cette école aux côtés de Jacques Gruber, entré au service de la maison Daum deux ans auparavant, en 1893. Les années passant, c’est finalement Henri Bergé qui assume seul le poste de "Directeur des cours d’apprentissage de décors” au sein de l’école de la maison, et qui succède à Jacques Gruber comme maître décorateur au sein de la manufacture.
Si Henri Bergé travaille en interne auprès d’Antonin Daum jusqu’à sa mort en 1937, le dessinateur enseigne aussi auprès d’autres institutions. Il dispense des cours à l'École des Beaux-Arts mais aussi à l'École professionnelle de l’Est à Nancy, école pour les arts appliqués, dont le modèle, nouveau, cherche à concurrencer les écoles des beaux-arts où l’enseignement ne répond plus aux besoins des arts de l’industrie. Henri Bergé enseigne aussi vers la fin de sa carrière au Lycée Poincaré, pendant la Première Guerre mondiale.

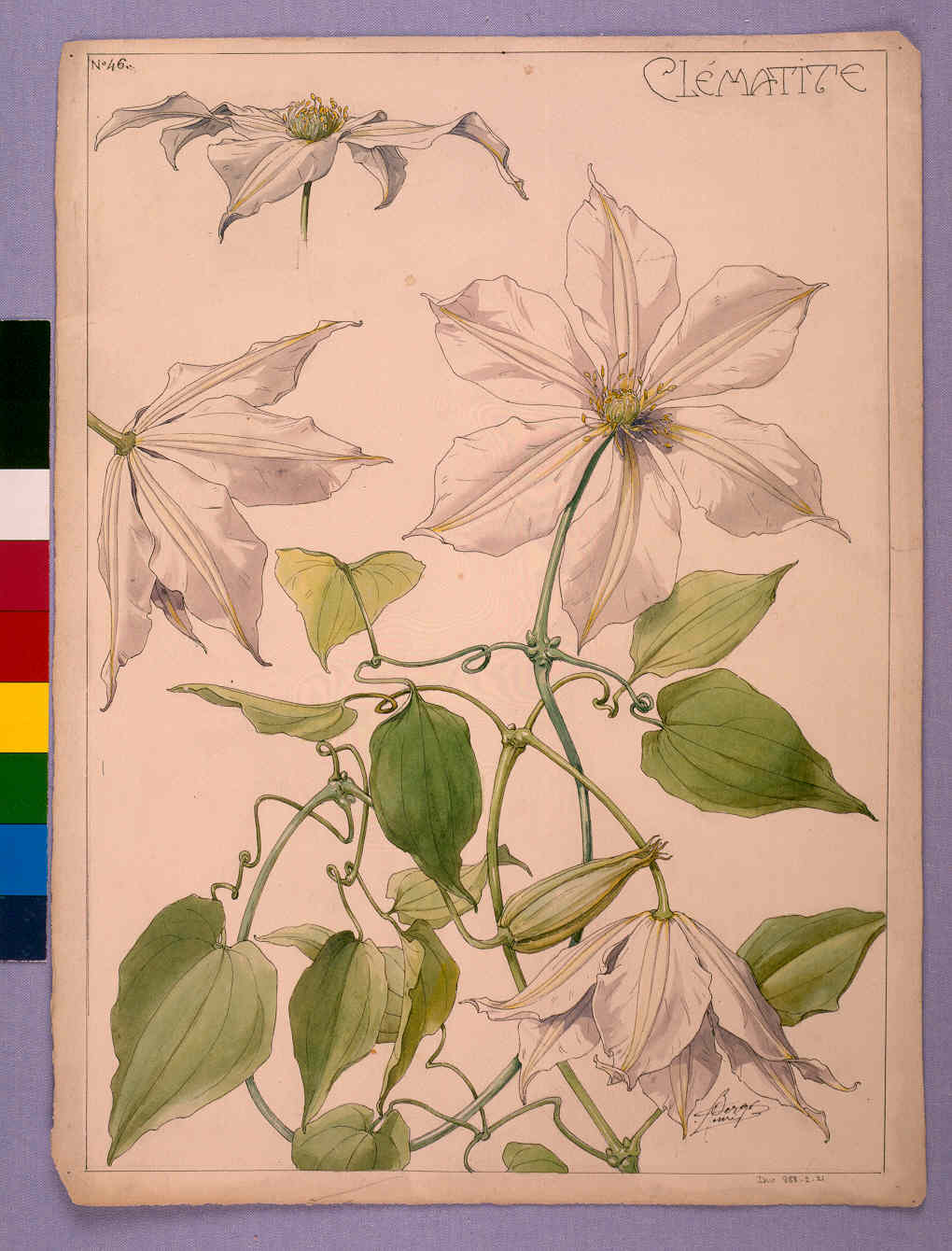
Étude de Clématite, n°46 par Henri Bergé. Musée de l'École de Nancy. Inv. 988.2.21

Son enseignement du dessin permet la diffusion d’une manière bien particulière, la sienne. En effet Henri Bergé dessine sur le motif la nature et les paysages lorrains (comme pouvait le faire Émile Gallé). Henri Bergé est un habitué des serres du jardin botanique de Sainte-Catherine ou encore de celles du pépiniériste Lemoine à Nancy. Il est également à noter que Bergé fut membre de la Société centrale d'horticulture de Nancy. Il herborise les plantes et n’hésite pas non plus à mouler certains insectes et animaux, notamment pour ses travaux plus tardifs avec Amalric Walter. Cet intérêt scientifique pour la nature lui permet d’en faire une copie quasi parfaite dans ses dessins. À cette époque, le manque de liberté dans la traduction de la nature à tendance à être décrié par certains défenseurs d’un Art nouveau plus libéré, comme Eugène Grasset. Cependant, la manière de Henri Bergé convient parfaitement à Daum qui cherche à produire des pièces décoratives de manière plus industrielle, en passant par la copie en série de ses motifs. Au sein de la maison Daum, Henri Bergé développe une manière singulière d’apposer ses dessins sur les pièces. Il adapte, sur calque, le dessin à la forme et à la taille de la pièce qui doit être décorée. Il crée ainsi un poncif destiné aux décorateurs qui favorise la reproduction en série. Tant que Bergé est chez Daum, ses dessins sont pris comme modèles et poncifs pour les pièces de la manufacture, et se diffusent largement.
La propagation de ses motifs passe aussi par son enseignement des décors chez Daum. En effet, les apprentis de Henri Bergé apprennent le dessin sur le motif mais aussi à partir de ses propres études de feuilles et de fleurs. Il en va de même pour tous les autres établissements où il enseigne, ce qui favorise la diffusion de compositions aux caractéristiques similaires aux siennes. Le musée des Beaux-arts de Nancy conserve des photographies provenant du Fonds d’archive de la famille Daum où l’on peut voir comment les planches étaient utilisées dans les ateliers par les ouvriers.
En 40 ans d’activité au sein de la maison Daum, Henri Bergé constitue aussi un véritable fonds de motifs végétaux et floraux qu’il rassemble dans son Encyclopédie florale. Cette dernière sera utilisée comme source de motifs par la maison Daum jusque dans les années 1920.
Henri Bergé a donc un impact certain sur la diffusion d’un Art nouveau marqué par la nature, dont l'École de Nancy se fait la grande défenseuse, mais est aussi un acteur important dans le développement de l’enseignement des arts appliqués à Nancy, également défendu par l'École de Nancy.

### Henri Bergé et l'Art nouveau
Les dessins d’Henri Bergé reprennent le goût de l’époque pour le japonisme, l’attrait pour la nature et les formes en volutes et en arabesques. Pour Christophe Bardin, le dessinateur utilise le même raisonnement artistique qu'un Émile Gallé ou qu'un Victor Prouvé. À son propos d'Henri Bergé, il évoque : « Une observation directe de la nature, en parcourant la campagne alentour ou en utilisant les jardins botaniques et les serres de Nancy à la découverte d’espèces plus exotiques, suivie d’un de travail de dessin ».
Toutefois, la production d’Henri Bergé en tant que directeur artistique de la manufacture Daum démontre une exploitation du style art nouveau dans une visée industrielle. « Rarement novatrice, l’entreprise, pour mener à bien son programme va s’appuyer continuellement sur les références dominantes de l’époque : lotharingisme, japonisme et bien évidemment exploitation de la nature ».
A propos d’Henri Bergé et de Jacques Gruber, Christophe Bardin affirme que « leurs importances avérées au sein de la verrerie n’en font pas pour autant de grands visionnaires. »Cependant, les dessins de style art nouveau d’Henri Bergé ont été produits en grande quantité et sont d’une grande précision dans l’observation de la nature.
Christophe Bardin affirme que dans les dessins d'Henri Bergé, « Les plantes sont aisément identifiables et quelquefois l’artiste pousse le luxe jusqu’à décrire entièrement l’objet de son étude. L’artiste n’hésite d’ailleurs pas à enrichir ses études de quelques lignes explicatives comme il ajoute souvent au nom français son équivalent latin ».
Si cette production est remarquable pour sa fidélité à la nature, leur auteur n’a jamais conçu cette production comme une véritable œuvre d’art. De plus, il n’a jamais cherché la perfection scientifique ni l’exhaustivité d’une encyclopédie dans le cadre de cette production. L’objectif des dessins d’Henri Bergé était la constitution d’un fond stylistique pour servir de modèle aux artisans de l’entreprise.
D'après Christophe Bardin, Henri Bergé « a seulement répondu à des exigences professionnelles avec honnêteté et talent. Son « encyclopédie florale » ne tend d’ailleurs pas à l’exhaustivité et à la perfection scientifique, mais cherche plus simplement à fournir de beaux modèles fonctionnels aux ouvriers et aux apprentis ». En effet, cette production serait plutôt un ouvrage documentaire de référence à destination des ouvriers de l’entreprise.

### Henri Bergé et la verrerie Daum

#### Une place notable au sein du département artistique
Henri Bergé a été engagé au sein de la verrerie Daum sous l’impulsion d'Antonin Daum, le fils du propriétaire Jean Daum. Ce jeune diplômé de l'École centrale des arts et manufactures de Paris a rejoint l'entreprise familiale avec la volonté de sortir des fabrications traditionnelles de gobeleterie bon marché pour orienter la production vers des créations plus artistiques.
Pour cela, Antonin Daum prend une décision cruciale en établissant un département artistique en 1891, transformant ainsi la verrerie en une industrie d’art. Au départ, les chefs verriers Adolphe Claude et Jean-Baptiste Gall jouent un rôle central, mais pour accroître la production, les frères Daum font appel à des ouvriers spécialisés tels qu'un chef tailleur, Sévère Winckler, un chef ciseleur, Jules Marchand, et un chef décorateur, Brutus Camille Dammann.

Reconnaissant la nécessité d'engager des collaborateurs artistiques, Antonin Daum recrute Henri Bergé en 1895 en tant qu'artiste décorateur, secondant Jacques Gruber. Lors du départ de ce dernier en 1897, Henri Bergé devient l'unique décorateur de la manufacture et conserve cette fonction jusqu'à l’arrivée d’Émile Wirtz en 1910. Cette position lui permet de développer librement ses recherches sur les formes, compositions et décors. Bergé est connu pour l’admiration qu’il voue aux éléments végétaux. Il dessine une première fois les motifs d’après nature, lui qui était un grand observateur, se rendait régulièrement dans la campagne nancéienne, dans le jardin botanique Sainte-Catherine ou chez le pépiniériste Lemoine. Puis, il adaptait ces motifs à la forme et à la taille du vase à décorer sur un calque. Un poncif était alors réalisé, qui fournissait aux décorateurs les lignes directrices à respecter pendant la création du vase. Technique pratique et économe, elle permettait une production, et reproduction, en série des motifs dessinés par Bergé. C’est ainsi que le maître décorateur procéda pendant tout le temps qu’il exerça à Daum. Les décors, souvent considérés plus importants que la forme des objets, étaient appliqués de différentes façons sur les vases : ils pouvaient être gravés à la roue, gravés à l’acide fluorhydrique ou peints à froid.

Exemple de réutilisation des modèles d'Henri Bergé pour les objets produits par la manufacture Daum.
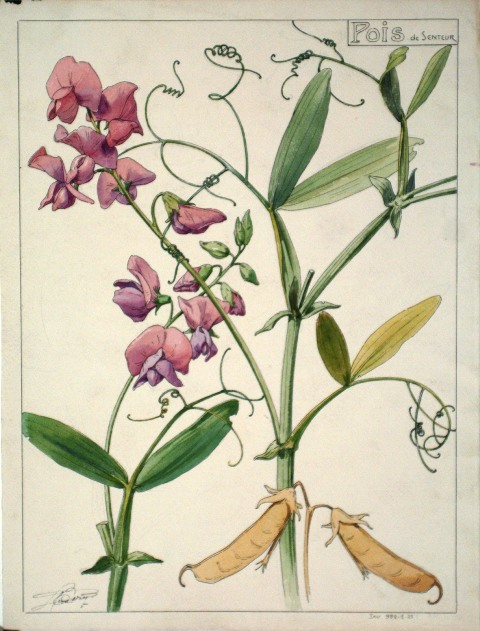
Etude de pois de senteur, Henri Bergé, Nancy, Musée de l'École de Nancy.
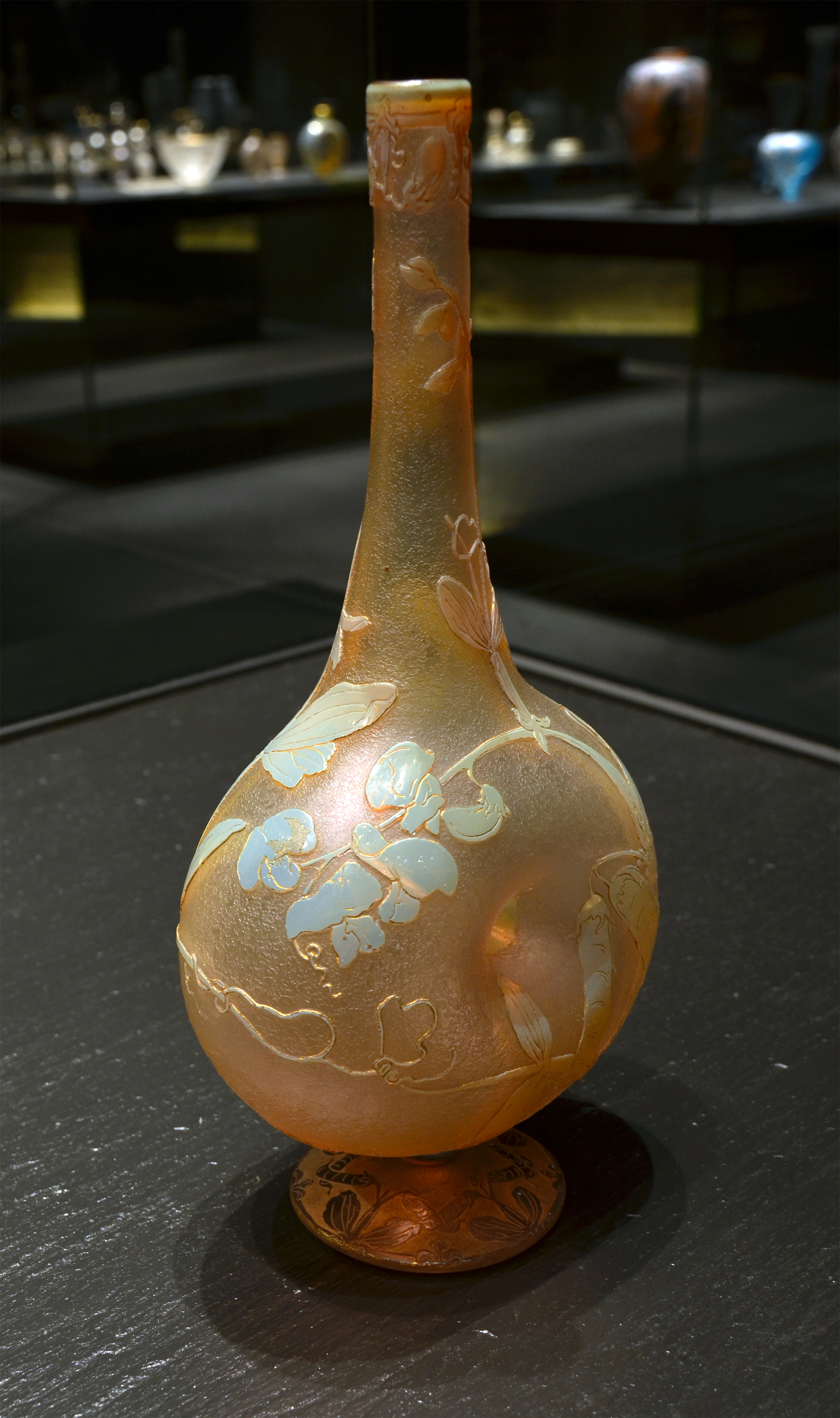
Vase pois de senteur, manufacture Daum, vers 1893, Nancy, musée des Beaux-Arts.

Avec l'apport essentiel de ses artistes, notamment d'Henri Bergé, l'entreprise Daum se lance dans le défi de produire en série des œuvres de grande qualité, conformes aux critères esthétiques de l'époque tout en restant rentable. La production, autrefois considérée comme ordinaire, s'accompagne désormais d'une production fantaisie courante qui se manifeste à travers une variété de pièces ornées de motifs et de formes diverses et originales.
Les œuvres pensées par Bergé constituent l’essentiel de l’exposition Daum de l’Exposition Universelle de 1900 à Paris. Il collabore notamment avec Ernest Bussière, sculpteur nancéien, sur plusieurs maquettes, toujours dans une veine inspirée par la nature. C’est lors de cette exposition que sont dévoilées les nouveautés de la maison : l’alliance du verre et de l’électricité et la nouvelle technique de la « décoration intercalaire », technique de décoration interne qui consiste à intercaler un décor peint entre deux couches de verre.
L’Art Nouveau a beaucoup fait pour l’art publicitaire, les affiches d’Alfons Mucha sont très parlantes à ce titre. La verrerie n’est pas en reste dans ce domaine : en 1902, Bergé réalisé une série de vingt-deux vitraux publicitaires ornant une guinguette appelée « la Cure d’Air-Trianon », sur les hauteurs de Nancy

#### L'activité artistique d'Henri Bergé au sein de la verrerie

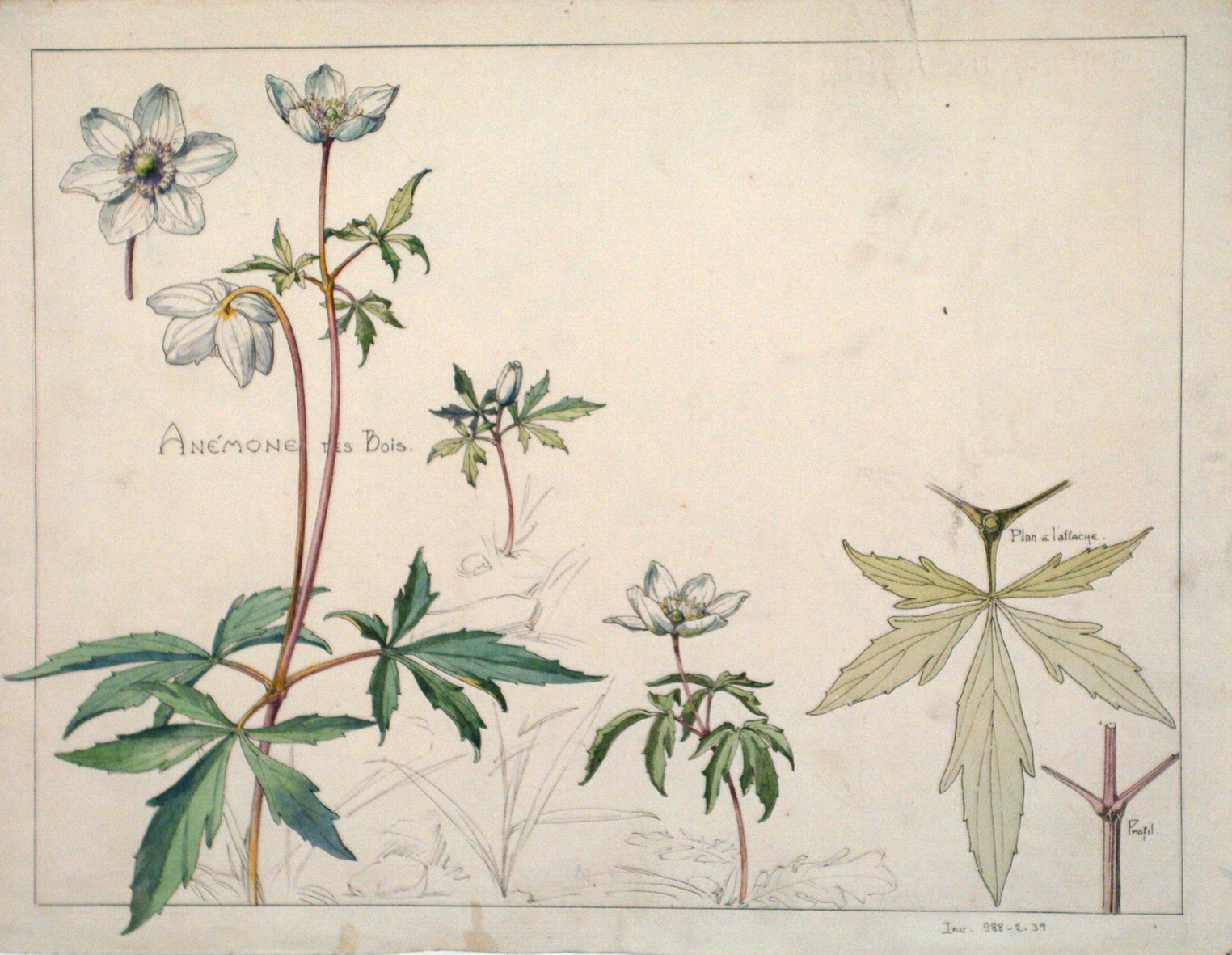
Étude de plantes de Henri Bergé, représentant des fleurs d'anémone des bois, appartenant au musée de l’École de Nancy, Inv. 988.2.39, photographié par D. Boyer.

L'activité artistique d'Henri Bergé à la manufacture se partage entre la création de dessin des formes et décors, le travail sur les poncifs et la constitution d’une encyclopédie florale.
Passionné par la botanique et le dessin d’art, Henri Bergé s'illustre en tant qu'auteur de nombreuses planches et dessins qui deviennent des modèles pour les ateliers de production. Les planches se distinguent selon leur format, leur numérotage ou encore leur contre-collage sur bois, correspondant aux différents usages qui leur était réservé (modèle pour les élèves de l'école de dessin, modèle documentaire pour les verriers, décorateurs ou ciseleur de la manufacture ou encore base de travail d'un poncif ou d'un décor précis).
Son approche méticuleuse, agrémentée d'annotations, témoigne d'un regard attentif porté sur la nature. La photographie joue vraisemblablement un rôle significatif dans sa quête du naturalisme. Henri Bergé a laissé plusieurs traces de sa pratique photographique, notamment une série de clichés représentant des animaux, des insectes et des espèces végétales, réalisés parfois en plein air ou composés en atelier. La précision de ces photographies a assurément éclairé la réalisation des planches aquarellées composant son Encyclopédie florale.

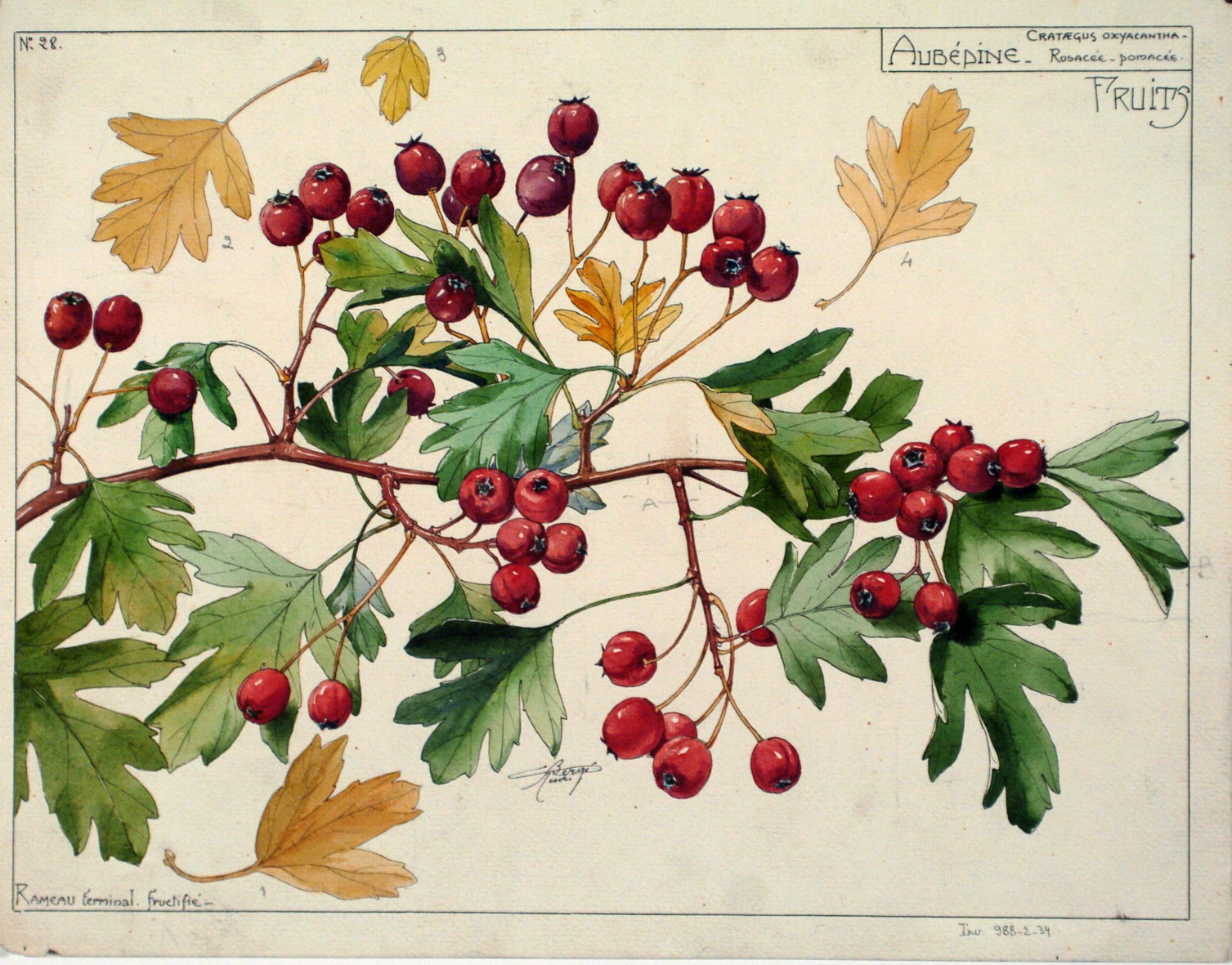
Étude de fruits d'aubépine par Henri Bergé, appartenant au musée de l’École de Nancy, Inv. 988.2.21

La particularité de la production de la manufacture sous Bergé se caractérise dans la prédominance d’un répertoire décoratif naturaliste, largement influencé par la faune et la flore. En 1910, un critique d’art écrit à propos des créations de Daum : « Avec ses verreries à colorations nouvelles jaspées, lamellées, flammées, à cabochons et applications ciselées ; l’aspect en est joli et précieux tout à la fois, la forme fuselée s’érigeant comme la tige de la plante elle-même ; la matière est vibrante de veinures, de coulées où le vert s’allie au rose, au bleu, au violet.»

#### Henri Bergé, professeur à l'école de dessin
En parallèle de son métier de décorateur à la verrerie, Henri Bergé déploie une activité pédagogique en qualité de directeur des cours d'apprentissage de décors. L'ouverture du département de la création artistique chez Daum ouvre la voie à la mise en œuvre de nouvelles techniques, rendant nécessaire la formation des jeunes recrues.
Si la date précise de la création de l'école de dessin et de modelage demeure inconnue, elle est mentionnée pour la première fois en 1897 : « Le personnel employé dans les ateliers d’art est en grande partie formé à l’usine même où fonctionne à l’usage des apprentis une école de modelage et de dessin gratuite sous la direction de MM Jacques Gruber et Henri Bergé dont les noms doivent être mentionnés à titre de collaborateurs». Bien que désignés tous deux comme professeurs cette année-là, la responsabilité de l'école incombe principalement à Henri Bergé.
Les archives de l'entreprise révèlent quarante-sept noms d'élèves, plus de trois cents dessins et quarante-trois cahiers. Le moment de la fermeture de l'école n'est pas connue non plus, mais la disparition d'Henri Bergé en 1937 marque probablement sa fin.

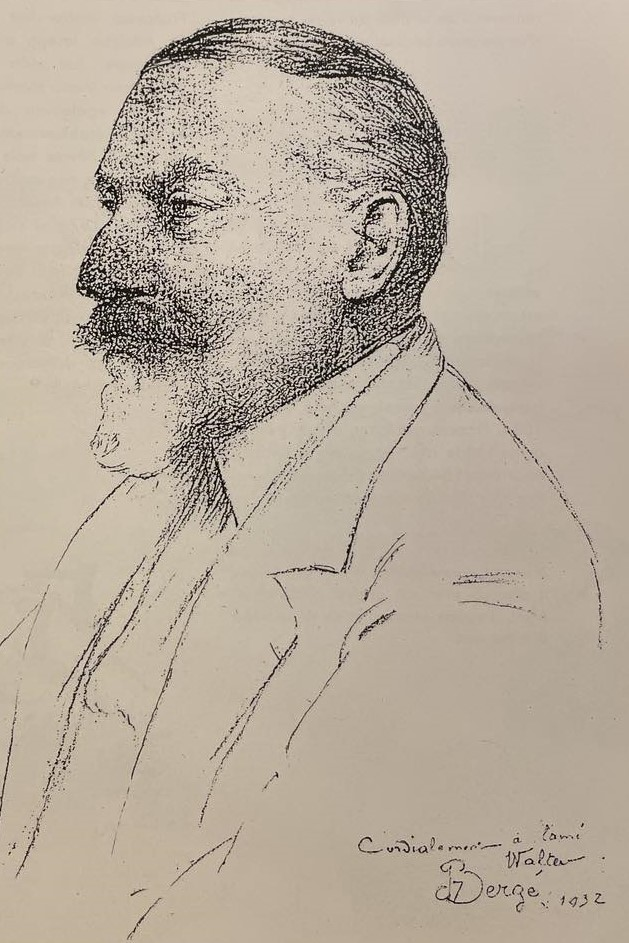
Portrait d'Amalric Walter, Henri Bergé, 1932.

#### La collaboration entre Henri Bergé et Amalric Walter
Henri Bergé a collaboré avec Amalric Walter, qui a utilisé son répertoire naturaliste pour orner ses pâtes de verre. En effet, la production d'Amalric Walter, largement inspirée par le travail de Bergé chez Daum, se caractérise par des pièces art nouveau mettant en avant la faune et à la flore.

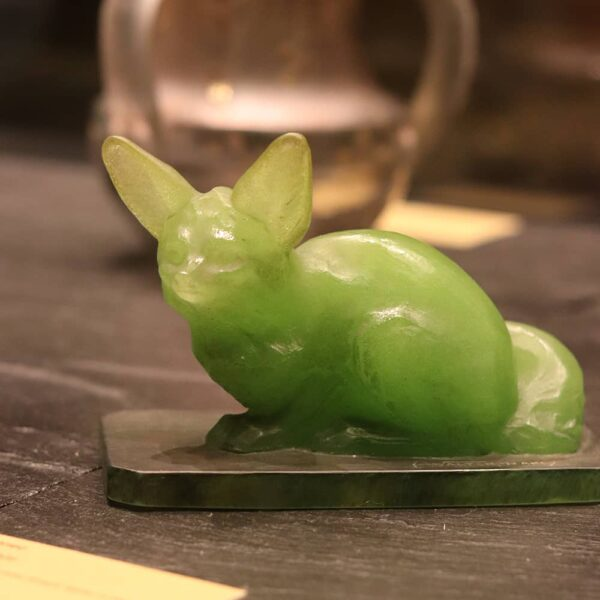
Fennec en pâte de verre, réalisé en collaboration Walter-Bergé, vers 1906, conservé au Musée des Beaux-Arts de Nancy.

Bergé a fourni à Walter tout un bestiaire d'animaux aquatiques, allant de l'écrevisse à la tortue ; d'animaux terrestres, du lézard au fennec ; d'animaux à plumes, du cacatoès au coq et enfin d'insectes, du scarabée à la libellule. Cette faune côtoyait le répertoire floral du dessinateur, incluant des branches (de prunelier, de pin...), des algues ou des fleurs (fuchsia, oxalis, fraisier...). Enfin, les fruits (prunes, cynorhodons, raisins...) complétaient ces éléments naturalistes chers à l'École de Nancy.
Cette collaboration est si notable qu'en 1925, lors de l'Exposition internationale des arts décoratifs et industriels modernes de Paris, Henri Bergé se voit décerner une médaille d'or pour son travail avec Amalric Walter.
Henri Bergé réalisa un portrait d'Almaric Walter en 1932. Ce dernier porte l'inscription «Cordialement à l'ami Walter ». Cette œuvre témoigne donc des liens d'amitié entretenus par les deux artistes au cours de cette collaboration.

#### Une reconnaissance difficile?
Henri Bergé demeure en retrait au sein de l'entreprise Daum. Malgré la présence de son nom dans les catalogues et la reconnaissance de son travail par des médailles, les créations sont généralement signées du nom de l'entreprise plutôt que de celui des artistes. Certains, à l'instar de Maurice Barrès, considèrent cette pratique comme un frein à la reconnaissance artistique, soulignant que « la signature réservée au fabriquant, voilà un des grands obstacles au développement de la personnalité de l'ouvrier ».
Après la Première Guerre mondiale, l’activité et la reconnaissance d'Henri Bergé au sein de la manufacture semble moins marquante comparée à ses distinctions antérieures, et cela notamment en raison du fait de la volonté de la verrerie Daum de se renouveler en optant pour de nouveaux décors. En 1931, Émile Nicolas, évoque la situation du décorateur lors de sa participation au salon des Amis des arts : « [Bergé] expose des études de plantes dans lesquelles il exprime sa science et son savoir et nous ramène aux temps héroïques de cette École de Nancy traitée aujourd'hui avec dédain par certains».

## Œuvres

### L'Encyclopédie florale

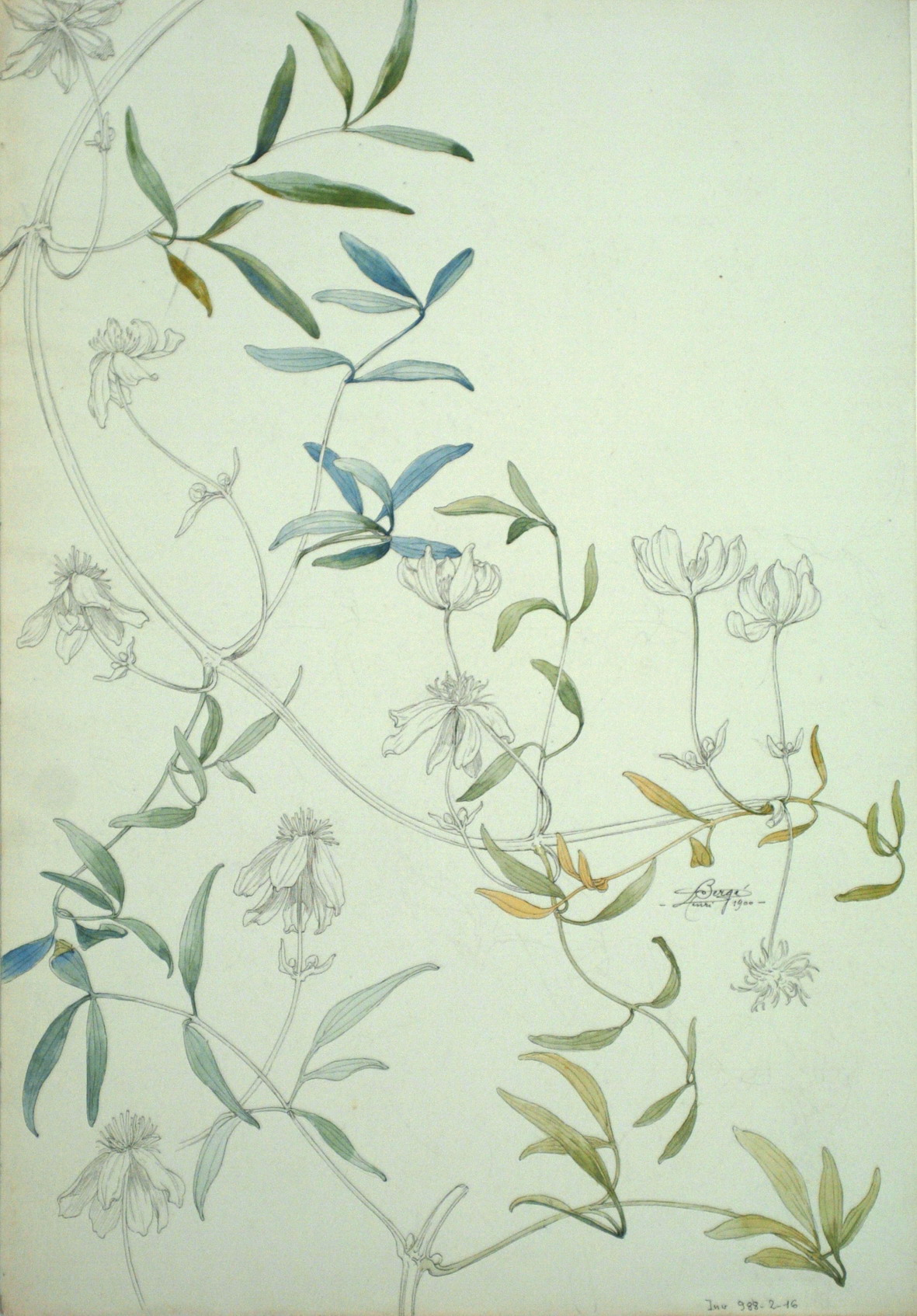
Étude de Clématite par Henri Bergé, photographiée par D Boyer et conservée au Musée de l'École de Nancy

Pendant près de trente-cinq ans, de 1895 à 1930, Henri Bergé a eu un impact particulièrement important au sein de la verrerie Daum. En parallèle de ses différentes fonctions, comme celle de « chef des décors et créateurs des modèles aux verreries Daum », il réalise des centaines de planches aquarellées, plus précisément des planches botaniques. Ce travail, nommé l’Encyclopédie florale nous est aujourd’hui parvenu comme un ensemble singulier et étonnant. Par cette création, Henri Bergé s’inscrit dans l’esthétique de l’École de Nancy avec comme principale source d’inspiration la nature qui l’entoure quotidiennement.
Aujourd’hui, près de 380 aquarelles peuvent être dénombrées au sein des collections publiques de Nancy, le Musée de l’École de Nancy, le Musée des Beaux-arts de Nancy et dans les collections privées comme celle de la Cristallerie Daum.

#### Contexte de création
Les différentes aquarelles ont comme valeur commune celle d’être aussi bien artistique, scientifique et pédagogique. Son premier et principal rôle est celui de servir de support de formation pour les ouvriers. Même si aujourd’hui l’Encyclopédie florale est étudiée comme un ensemble et est considéré comme une œuvre, cela n’était pas l’intention première de l’artiste. En effet, l’une de ses volontés premières était de fournir des planches fonctionnelles aux apprentis.
Des photographies provenant du Fonds d’archives de la famille Daum et déposées au Musée des Beaux-arts de Nancy nous permettent de voir l’utilisation de ces planches botaniques dans les ateliers. Numérotées, nommées, elles étaient classées sur des étagères prévues à cet effet.
Les apprentis recopiaient, apprenaient par cœur afin de maîtriser le geste à la perfection pour que le motif semble presque industriel une fois le décor appliqué sur les verreries.

#### Description

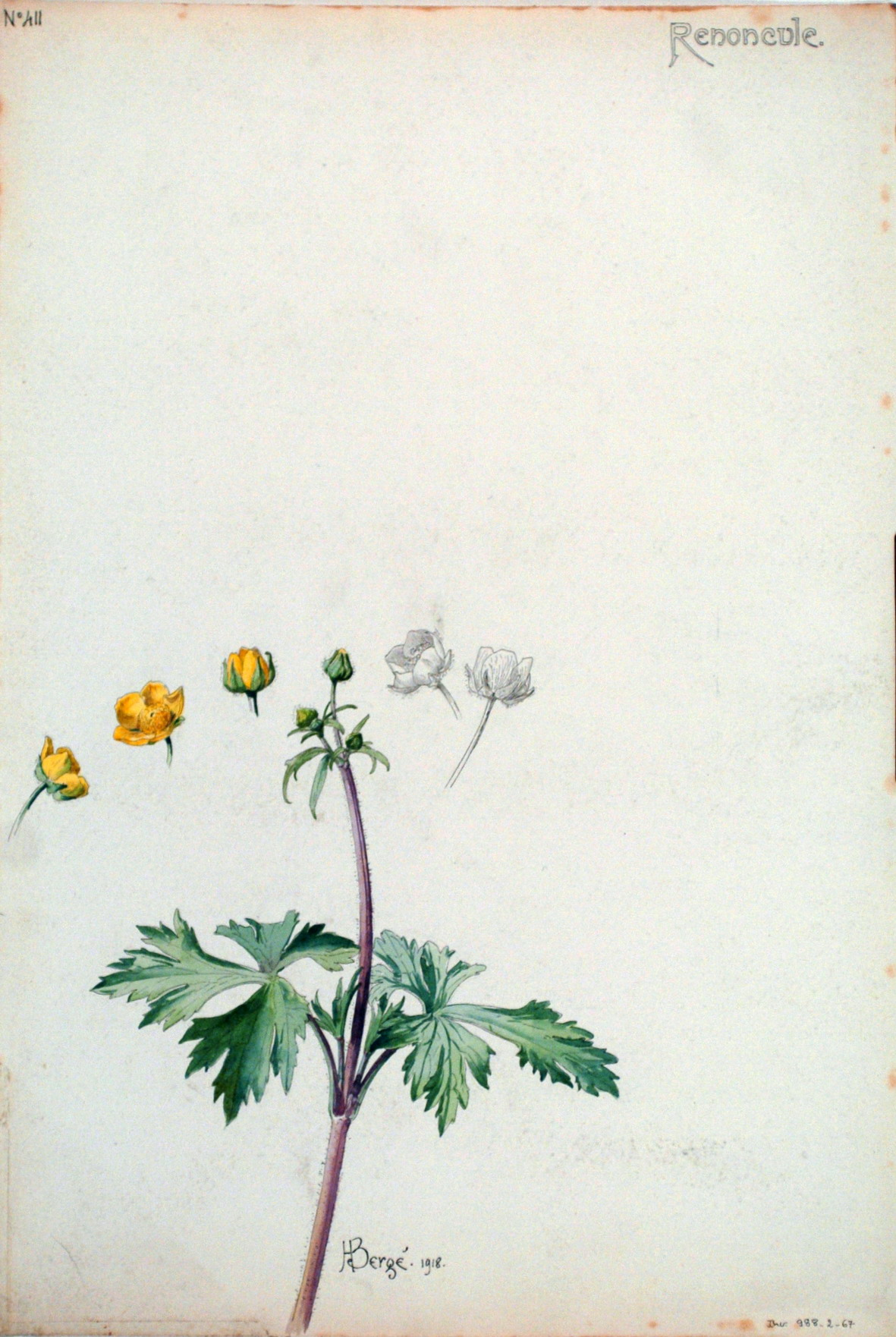
Étude de renoncule d'Henri Bergé, conservé au Musée de l'École de Nancy

A la fin du XIXème siècle, la nature est une source d’inspiration importante à Nancy pour de nombreuses maisons. C’est dans ce contexte favorable à l’observation de l’environnement botanique que l’Encyclopédie florale voit peu à peu le jour. En s’inspirant spécialement de la richesse qu’offre la Lorraine, il réalise principalement des planches botaniques, mais aussi des paysages, des insectes, des petits animaux et des fonds marins.
La plupart des aquarelles sont réalisées sur du papier numéroté et d’autres sont collées sur bois ou insérées dans des fenêtres de carton avec calque protecteur, nommées et numérotées. Ainsi, une chronologie des planches peut être réalisée, grâce à cette numérotation. Un véritable répertoire à motif se met ainsi en place. Certaines planches permettaient l’apprentissage à l’École de dessin, d’autres servaient de documents dans les ateliers pour les verriers, les décorateurs et les ciseleurs et enfin certaines études constituaient une base de travail pour de nouveaux décors.
On ne retrouve pas au sein des planches de botanique un travail particulier de géométrisation, de stylisation ou d’interprétation. Cependant, il ne reproduit pas à l’exactitude la plante telle qu’il la voit. La planche va être composée de plusieurs vues de la plante ou de la fleur. On y retrouve parfois la fleur dans son ensemble, avec à son côté un détail, son fruit, sa graine ou sa racine. Aussi, sur certaines planches (telle que la planche n°92 réalisée en 1898), un cycle de développement de la plante peut être remarqué.

### Publicités, menus et affiches
Henri Bergé réalise de nombreuses affiches et publicités (comme celle de la Maison d’art de Lorraine), notamment pour la Maison des Magasins réunis de Nancy. Ses publicités sont imprimées par Albert Bergeret à Nancy puis par la société Arts Graphiques Modernes.

Exemples de publicités réalisées par Henri Bergé
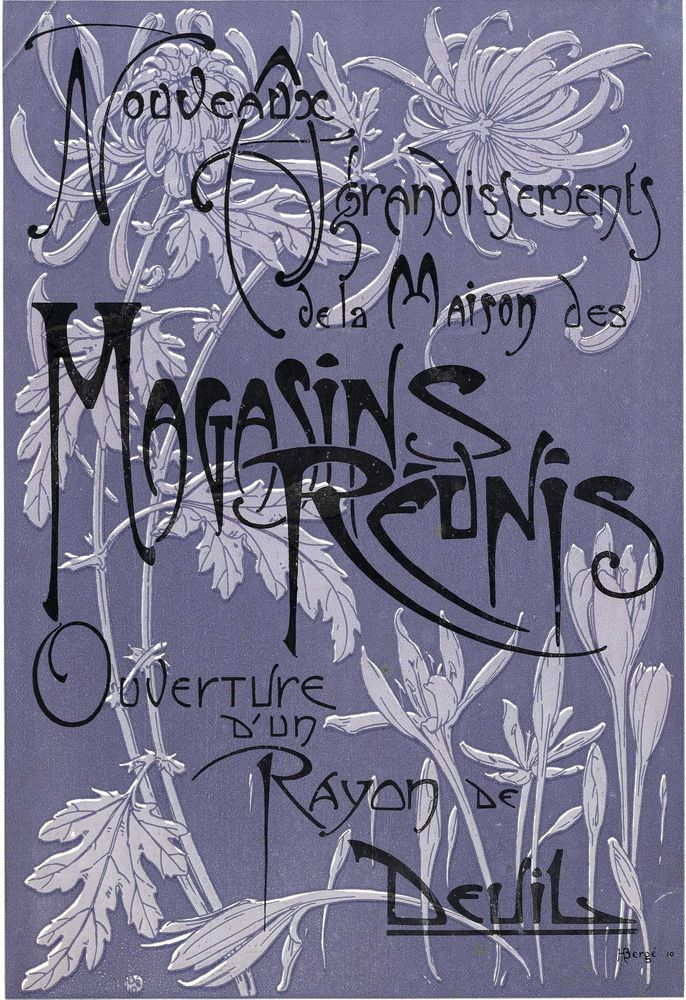
Publicité pour l'ouverture d'un rayon de deuil aux Magasins réunis de Nancy, début du XXe siècle, Henri Bergé, Palais des ducs de Lorraine
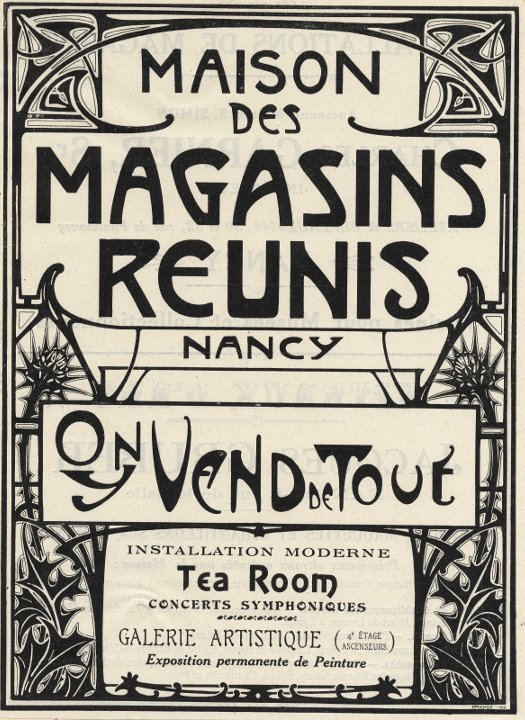
Publicité pour les Magasins réunis de Nancy, 1910, Henri Bergé, Palais des ducs de Lorraine
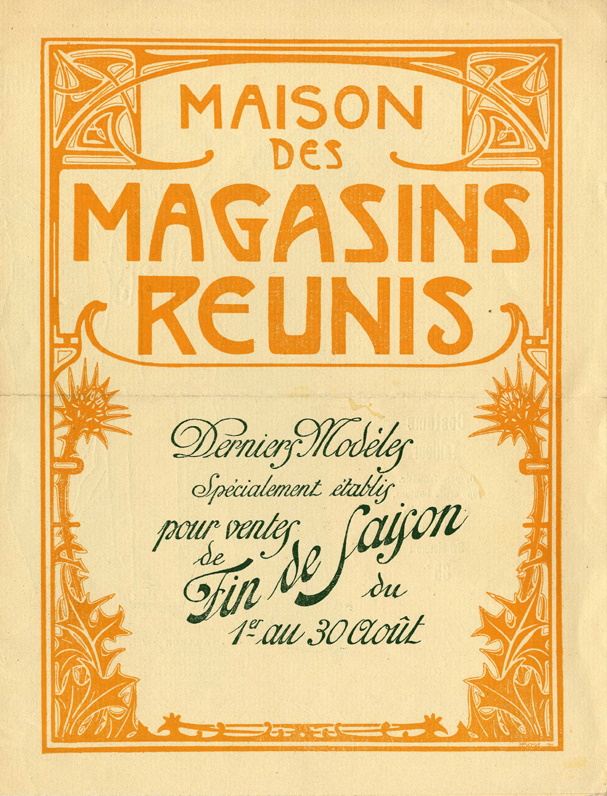
Couverture d'un catalogue de vente d'articles de mode féminine aux Magasins réunis de Nancy, vers 1912, Henri Bergé, Palais des ducs de Lorraine
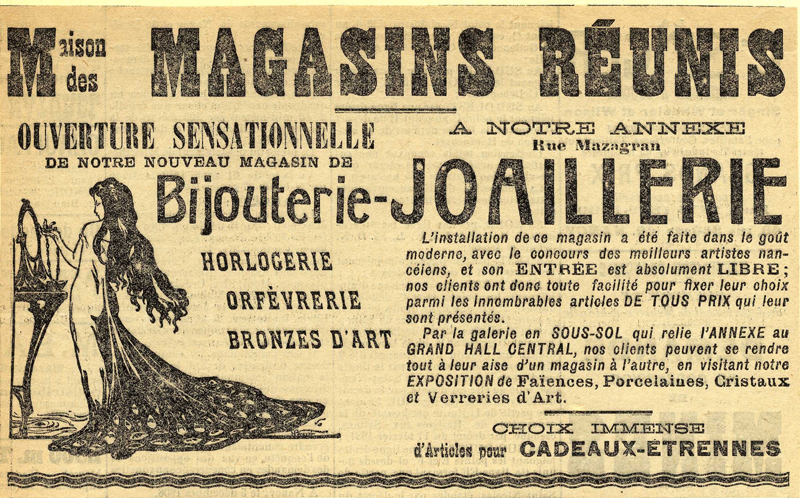
Publicité pour l'ouverture de la bijouterie-joaillerie des Magasins réunis de Nancy, 1908, Henri Bergé, Palais des ducs de Lorraine

Henri Bergé est également sollicité par Albert Bergeret afin d’illustrer une série de menus. Ces modèles sont créés afin de célébrer un événement autour d'un repas. L’artiste réalise alors plusieurs séries de dessins au répertoire décoratif floral, destinés à des menus mais également à de la papeterie. Ces menus pouvaient être imprimés à la demande ou être vendus vierges pour réutiliser les modèles.

Exemples de menus réalisés par Henri Bergé
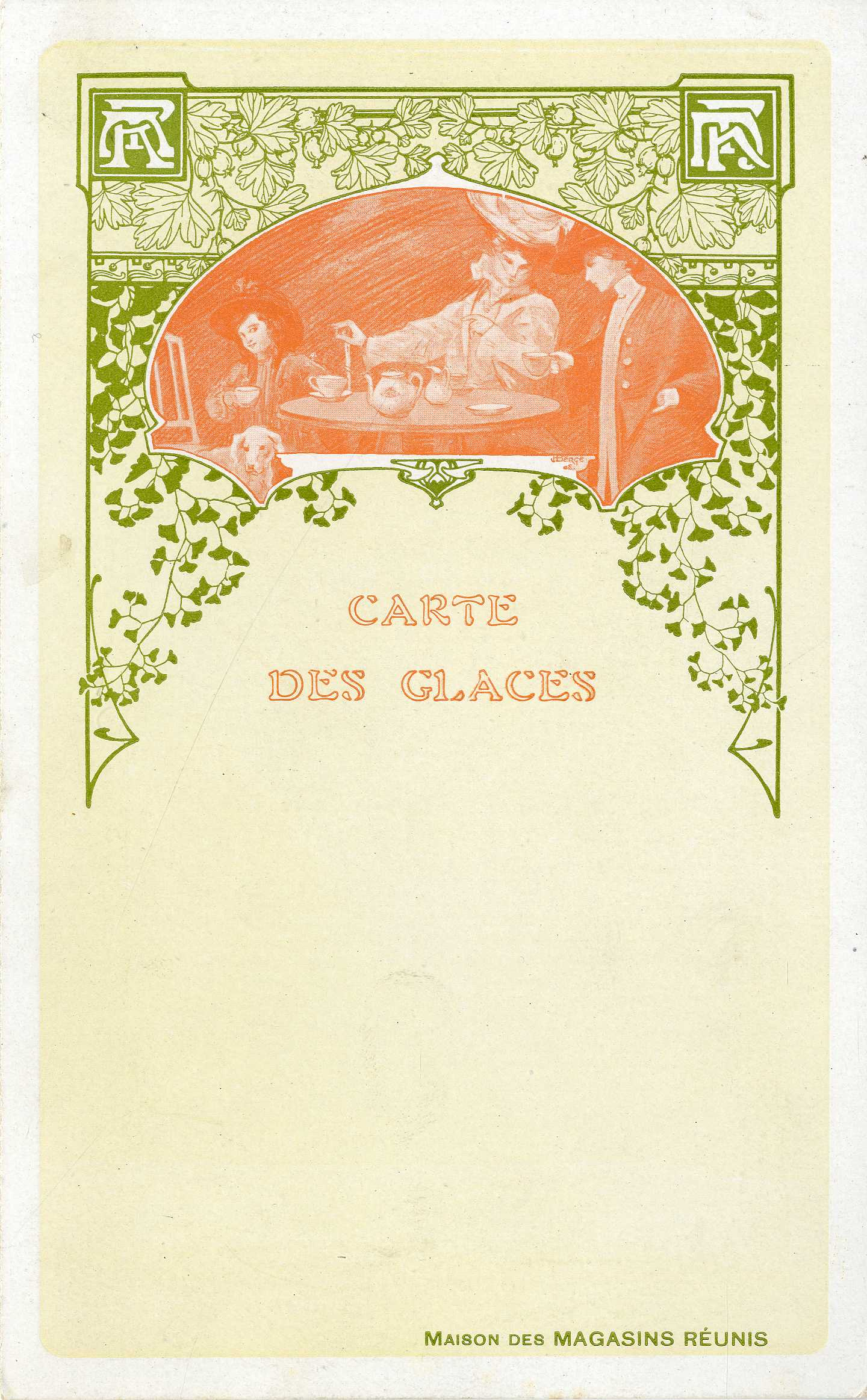
Carte des glaces des Magasins réunis de Nancy, 1908, Henri Bergé, Palais des ducs de Lorraine
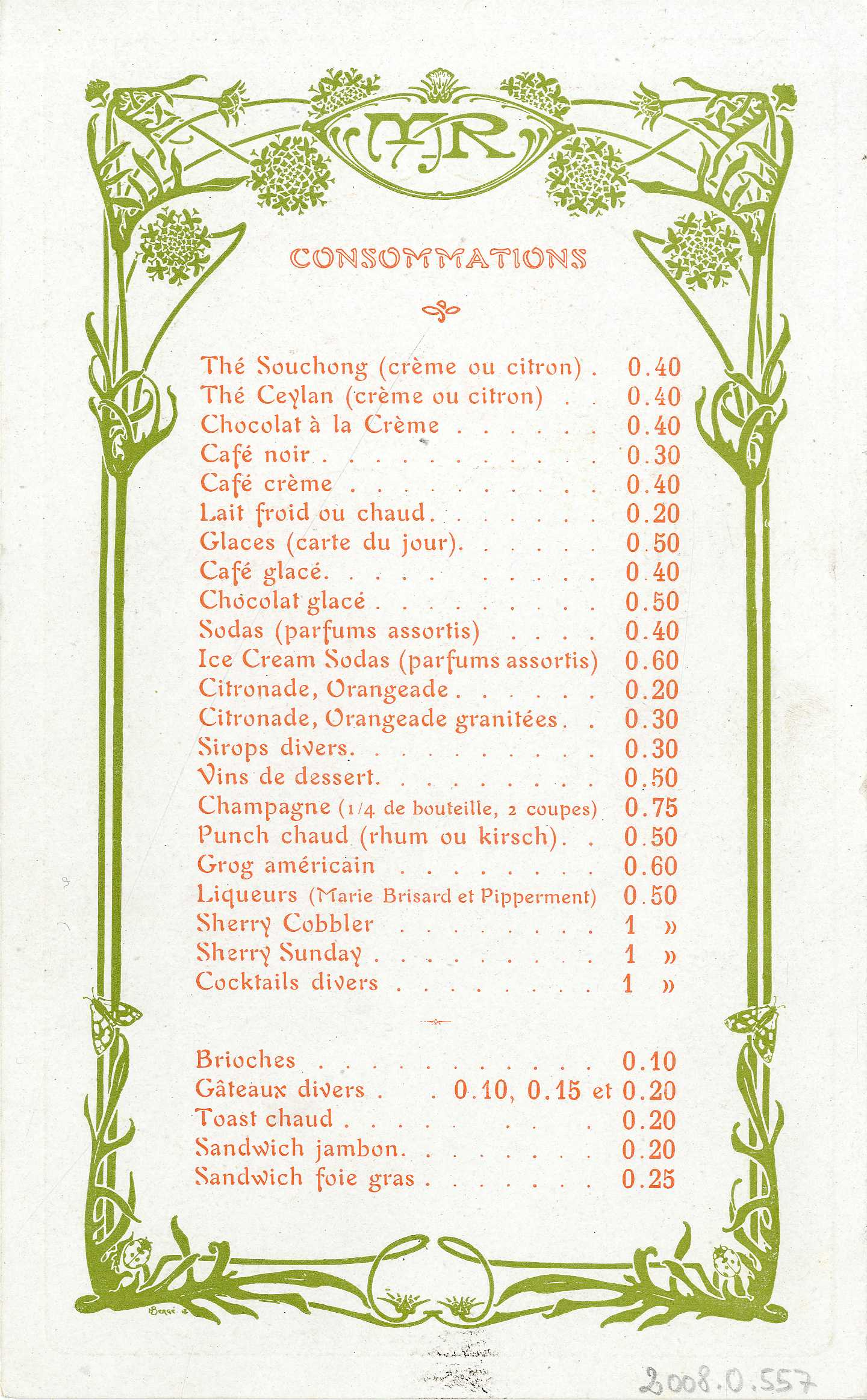
Carte des consommations au Salon de thé des Magasins réunis de Nancy, 1908, Henri Bergé, Palais des ducs de Lorraine
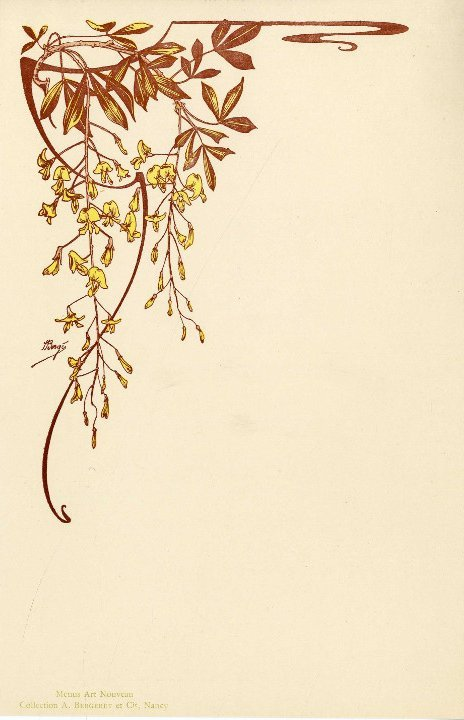
Menu vierge, 1901, Henri Bergé, Palais des ducs de Lorraine. Mention en bas à gauche "Menus Art Nouveau/Collection A. Bergeret et Compagnie".

### Vitraux, objets en pâte de verre et céramiques

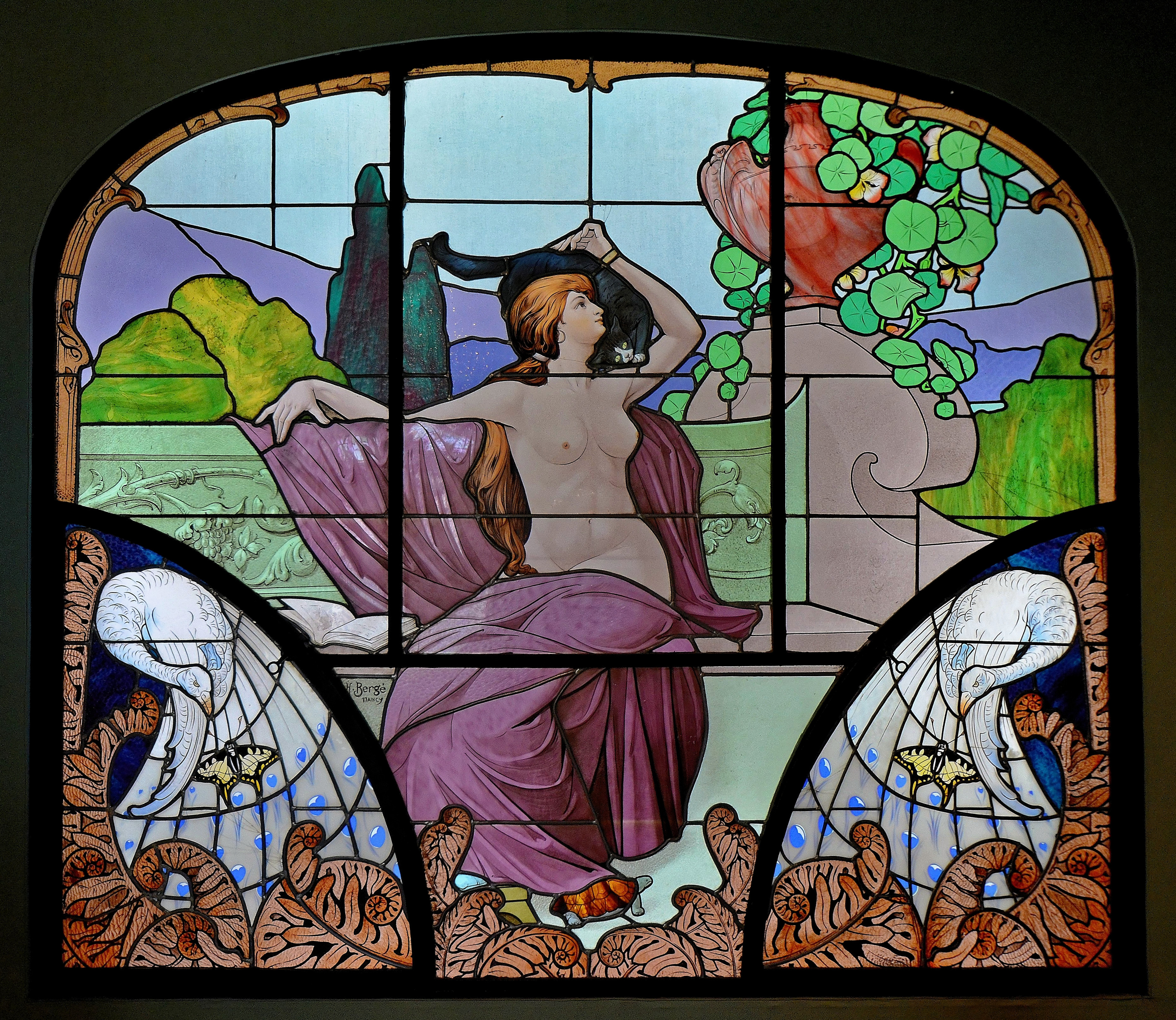
Vitrail "La Lecture" par Henri Bergé, au Musée de l'École de Nancy.

Henri Bergé produit également plusieurs vitraux, d'ordre publicitaire comme ceux de la Cure d'air Trianon à Malzéville près de Nancy. Cette série de vingt-deux vitraux est réalisée pour décorer une ancienne guinguette dont Louis Royer est le propriétaire. Ces vitraux représentent les différentes grandes marques de boissons vendues sur place comme Grande Fine Champagne, Vermouth, Guignolet, ou encore Rhum des Plantations Saint-James... Chaque vitrail publicitaire est encadré par un décor de chardons. Depuis 1989, ces vitraux sont classés au titre des Monuments Historiques.
Henri Bergé réalise crée aussi des vitraux d'inspiration symboliste comme La Lecture (aussi dite La femme au Chat noir) au musée de l'École de Nancy.
Son activité reste très ponctuelle lorsqu'on la compare à celle du vitrailliste lorrain de cette époque qu'est Jacques Gruber. Cependant, il est important de noter que Henri Bergé est bien « le seul artiste à se démarquer des productions de Gruber »  concernant ses œuvres en vitrail. Jacques Gruber développe un art du vitrail où la verrière devient un élément de décor d'intérieur à part entière, chose très novatrice pour le médium et l'époque. Henri Bergé, au contraire, a une approche plus mercantile de son art du vitrail, appartenant au « mouvement du vitrail des affichistes ». Ses vitraux de la Cure d'air Trianon cité plus haut en sont les témoins.
Parallèlement, il fournit à Almaric Walter, qu'il a connu chez les Daum, nombre de modèles d'objets en pâtes de verre.

Enfin, il fait éditer par les frères Mougin des céramiques qu'il a réalisées.

Collaborations avec Almaric Walter
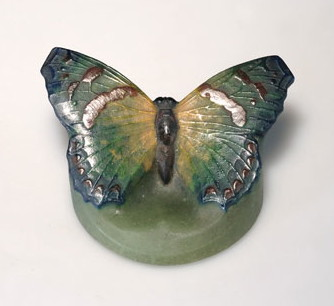
Presse-papier papillon.
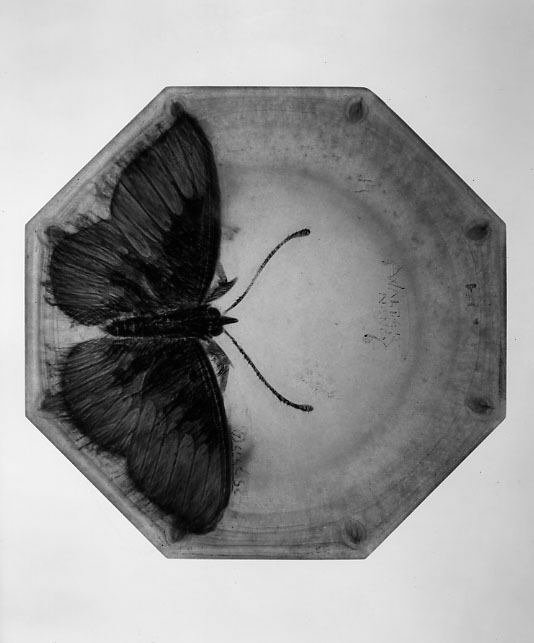
Assiette, MET, vers 1919 –1925.